# 38960 Yeungchihung
2000 TS (asteroide 38960) é um asteroide da cintura principal. Possui uma excentricidade de 0.28339390 e uma inclinação de 1.18878º.
Este asteroide foi descoberto no dia 2 de outubro de 2000 por William Kwong Yu Yeung em Desert Beaver.